# Annedals församling
Göteborgs Annedals församling är en församling i Göteborgs södra kontrakt i Göteborgs stift. Församlingen ligger i Göteborgs kommun i Västra Götalands län och ingår i Domkyrkopastoratet.
Annedals församling omfattar stadsdelarna Guldheden, Kommendantsängen och Änggården, stora delar av Annedal samt en del av Landala.

## Administrativ historik
Församlingen bildades 1908 genom en utbrytning ur Haga församling, men även ur Masthuggs församling. Förste kyrkoherden var filosofie licentiat Albin Holm från Svalövs församling. År 1918 tillkom vissa områden från Örgryte församling. År 1951 införlivades från Johannebergs församling Landala Egnahem och den del av Guldheden, som ligger norr om Guldhedstorget, från Örgryte församling delar av Guldheden samt vissa områden från Mölndals och Oscar Fredriks församlingar. Samtidigt återfördes Nilssonsberg till Haga församling.
Annedals församling var privilegierad fram till 1958 års prästvalslag, med rätt att kalla obegränsat antal provpredikanter vid prästtillsättningar.
Församlingen utgjorde till 2018 eget pastorat, därefter ingår den i Domkyrkopastoratet.

## Organister
- 1910-1929 Herman Asplöf

## Kyrkor
- Annedalskyrkan
- Guldhedskyrkan

## Areal
Annedals församling omfattade den 1 november 1975 (enligt indelningen 1 januari 1976) en areal av 5,0 kvadratkilometer, varav 5,0 kvadratkilometer land.